# Солонянский поселковый совет
Солонянский поселковый совет (укр. Солонянська селищна рада) — входит в состав
Солонянского района
Днепропетровской области
Украины.
Административный центр поселкового совета находится в 
пгт Солёное.

## Населённые пункты совета
- пгт Солёное
- с. Аполлоновка
- с. Гончарка
- с. Днепровское
- пос. Надиевка
- с. Сергеевка

## Ликвидированные населённые пункты совета
- с. Вишнёвое